# داکاربازین
.داکاربازین (به انگلیسی: Dacarbazine)
رده درمانی: داروهای درمان نئوپلاسم
اشکال دارویی: آمپول

## موارد مصرف
داکاربازین برای شیمی درمانی سرطان های خونی ( لنفوم هوچکین)، سرطان پوست (ملانوم بدخیم)، سارکومهای بافت نرم و کارسینوم لوزالمعده استفاده می‌گردد.

## مکانیسم اثر
داکاربازین از عوامل آلکیلان است و با افزودن یک گروه آلکیل به DNA هسته، تکثیر سلولهای سرطانی را مهار می کند.

## عوارض جانبی
اصولاً داروهای شیمی درمانی پرعارضه هستند . عوارض خونی، اسهال، زخم دهان، استفراغ، بی اشتهایی و کم خونی در برخی بیماران دیده می‌شود.